# GS칼텍스재단
GS칼텍스재단은 학술, 예술 등의 진흥을 위한문화 활동과 이의 연구, 조사, 개발, 창작 보급에 참여, 지원하고, 소외 계층의 복지 증진에 노력하며, 국가와 민족의 발전에 기여할 수 있는 유능한 인재를 육성함으로써 국가 민족의 문화 창달 및 사회 복지증진에 기여할 목적으로 2006년 6월 29일 설립된 문화체육관광부 소관의 재단법인이다. 사무실은 서울특별시 강남구 논현로 508, (역삼동, GS타워)에 있다.

## 주요 업무
- 문화 예술 진흥을 위한 연구 및 기념사업
- 문화예술 활동․단체 지원 및 시설 설치․운영 사업
- 소외계층을 위한 지원 사업
- 인재육성 지원 사업